# Kawasaki Clean Air System
K-CAS (of KCA) staat voor: Kawasaki Clean Air System of Kawasaki Cool Air System. 
Dit is een luchtinlaatsysteem van Kawasaki motorfietsen. 
Hierbij laten twee membraankleppen in het kleppendeksel buitenlucht uit het luchtfilterhuis toe via kanalen in de cilinderkop naar de uitlaatpoorten, waar de lucht zich met de hete uitlaatgassen mengt. Daardoor verbranden eventuele benzineresten in de uitlaat en de aanwezige koolmonoxide (CO) wordt omgezet in kooldioxide (CO2), waardoor de uitlaatgassen schoner zijn. 
De membranen moeten voorkomen dat er uitlaatgassen in het luchtfilter komen. Een speciale klep die zich bij het dichtdraaien van het gas sluit voorkomt knallen in het uitlaatsysteem. K-CAS werd waarschijnlijk al in 1984 toegepast. 